# Stranding (film)
Stranding is een Nederlandse film uit 1960 van Louis van Gasteren in zwart-wit. De film is in 1956 gemaakt. Het bij Terschelling gestrande Zweedse schip Ecuador gebruikte hij als een belangrijk decor voor zijn smokkelaarsfilm. In juni 1957 werd de film aan een klein publiek vertoond. De regisseur liet zijn zuster Josphine debuteren in de film.

## Verhaal
Een internationale bende oplichters heeft valse ruwe diamanten in het Rotterdamse havenkwartier Katendrecht verkocht aan de Cinees Fong en wil de daarvoor ontvangen Amerikaanse dollars van Rotterdam naar Hamburg smokkelen met het schip Ecuador. Door de stranding bij Terschelling mislukt het plan. Verschillende bendeleden proberen op het gestrande schip voor zichzelf de buit te bemachtigen. Bij die onderlinge strijd gaat de Ecuador in de kokende golven ten onder.

## Rolverdeling
| Acteur                 | Personage              |
| ---------------------- | ---------------------- |
| Josephine van Gasteren | Irma Hacke             |
| Henk Bruins            | Dr. Hacke              |
| Yge Draaisma           | Zeevaartschoolleerling |
| Louis van Gasteren     | Reder                  |
| Eng Gin Tjee           | Fong                   |
| Wim Wennink            | Paul Brandt            |
| Lex Goudsmit           | Le Patron              |
| Jan Bakker             | Lucas                  |

## Bron
- Filmtotaal - achtergrondinformatie
- Henk van Gelder, Hollands Hollywood - Luitingh Sijthoff, (1995)

1896-1909 · 1910-19 · 1920-29 · 1930-39 · 1940-49 · 1950-59 · 1960-69 · 1970-79 · 1980-89 · 1990-99 · 2000-09 · 2010-19
· 2020-29